# Schoonoord (Doorn)
Schoonoord, ook Het Brandpunt is een landgoed aan de oostkant van de bebouwde kom van Doorn in de Nederlandse provincie Utrecht. Het witgepleisterde landhuis aan Postweg 18 is een rijksmonument. Het landgoed wordt beheerd door het Utrechts Landschap.

## Park
Anthony Jan van Muyden liet bij zijn blokvormige huis Schoonoord een park aan. Een volgende eigenaar, Hendrik Swellengrebel jr. begon waarschijnlijk met het verlandschappelijken van de dan nog formele tuin. Hierbij is Hendrik van Lunteren betrokken geweest, maar veel details zijn niet overgeleverd. In 1875 moderniseerde ondernemer Jan Copijn de tuinaanleg. Na de Tweede Wereldoorlog werd een deel van het park verkaveld. Het huis en een klein deel van het park bleef bestaan.

## Geschiedenis
In 1348 wordt Everard van Scoenoorde als eigenaar van de hofstede genoemd. Ruim drie eeuwen later kocht Willem van Cleef het huis van de heer Manard. Na diens overlijden werd Schoonoord met 28 morgen in 1664 verkocht aan Wilhelm Killigrew. Volgende eigenaar was Johan van der Maa, raad in de vroedschap van Den Haag. Schoonoord was toen nog een eenvoudig huis, dat daarna meerdere keren van eigenaar wisselde. Toen Johannes Jonas in 1731 de buitenplaats kocht werd deze beschreven als De huijsinge en hofstede genaemt schoonoort, met de hoven, en woningen, stallingh, en duijfhuijs, Wagenhuijs, thuijnen, en Boomgaerden daer aen behorende, mitsgrs een boerwoning genaemt het hondenhuijs, en schapedrift, tot boven op den bergh, alsmede de landen, Bosschen, en heggen, ende landerijen daer aenbehorende, saemen groodt ontrent ses of seven en dartigh mergen.
In 1736 laat bewindvoerder van de VOC, Anthony Jan van Muyden, het huis afbreken en vervangt het door een ruim herenhuis. De volgende eigenaar Jan Floris, graaf van Nassau, verkoopt Schoonoord in 1748 Jacob van Gestel, kanunnik van het domkapittel te Utrecht. Als Van Gestel ook het belendende landgoed De Groote Wijngaard koopt, ontstaat een landgoed van 153 ha. In 1819 werd dit landgoed toegevoegd aan het landgoed van Huis Doorn. In 1840 werd Schoonoord echter weer zelfstandig toen het werd aangekocht door Susanna Sophia van Munter (1800 - 1855) en haar echtgenoot Samuël graaf van Limburg Stirum (1798 - 1875). Het landgoed groeide daarna uit tot een enorm landgoed ten oosten van de Amersfoortseweg en de Langbroekerweg. 
Rond 1861 liet de graaf het oude huis afbreken en verving het door het huidige Schoonoord. De kinderloos gebleven S.J. van Limburg Stirum verkoopt dan Huis Doorn. Bij de buitenplaats Schoonoord zou 19 hectare grond overblijven. Dit werd aangekocht door jonkheer mr. Reinhard de Beaufort, kantonrechter te Wijk bij Duurstede die er tot 1944 bleef wonen. Het huis raakte daarna in verval, mede door Duitse en Canadese militairen.  De nieuwe koper Jan Kits uit Zeist vormde het om tot christelijk centrum Het Brandpunt dat gebruikt werd als kantoor en conferentieoord.

## Bewoners
- 1348 Everard van Scoenoorde
- < 1601 - 1632 Van Gent
- < 1643 - 1659 Johan Manard
- 1659 - 1664 Willem van Cleeff
- 1664 - 1666 Willem Killegrew
- 1666 - Johan van der Maa
- 1678 - 1688 Cornelus van Lobbrecht
- 1688 - 1698 Nicolaas van der Duijn
- 1704 - 1708 Willem van Nassau
- 1708 - 1710 Willem Hendrik van Nassau-Zuylenstein
- 1710 - 1719 Frederik van Nassau-Zuylenstein
- 1719 - 1731 Gerard Cocq x Emerentia Maria Dedel
- 1731 - 1736 Johannes Jonas
- 1736 - 1743 Anthony Jan van Muyden
- 1743 - 1748 Jan Floris
- 1748 - 1751 Jacob van Gessel
- 1751 - 1760 Hendrik Swellengrebel
- 1760 - 1804 mr. Hendrik Swellengrebel jr.
- 1804 - 1819 mr. Jan Cornelis van Romondt
- 1819 - 1840 jhr. A.C.W. Munter
- 1840 - 1876 Samuël graaf Van Limburg Stirum
- 1876 - 1878 Frans Nicolaas van Dijk, Pieter en Jan Copijn
- 1878 - 1923 jhr. mr. Reinhard de Beaufort
- 1923 - 1944 freules Cathrien, Jeanne, Antoinette en Cecilia de Beaufort
- 1944 - 1947 mvr. De Beaufort-Spoelman
- 1947 - Het Brandpunt